# Oak Ridge North
Oak Ridge North – miasto w Stanach Zjednoczonych, w stanie Teksas, w hrabstwie Montgomery.